# Natasha Mondino
Natasha Belén Mondino (Alcira Gigena, provincia de Córdoba, Argentina, 4 de agosto de 1992) es una futbolista argentina. Es arquera en el Vilaverdense FC en la Liga BPI de Portugal.
Fue la primera arquera de Talleres, club en el que permaneció por seis años, sentando las bases del fútbol femenino de la institución y de la provincia de Córdoba.

## Trayectoria
Mondino jugó desde pequeña al hockey hasta los 12 años. Se adentró en el fútbol cuando comenzó a atajar defendiendo los colores de Roncedo en su Alcira Gigena natal. En 2008, fue a probar suerte a River Plate. Quedó en la prueba pero no pudo mudarse por no contar con los recursos económicos para hacerlo.
Mondino, hincha de Talleres, formaba parte de la Filial de Elena del club albiazul. Y al enterarse de que se crearía una división femenina en el club, hizo una prueba en la capital cordobesa y quedó. Debutó a los 19 años con Las Matadoras. Allí fue la arquera durante seis años, compitiendo en los torneos de la Liga Cordobesa de Fútbol. Viajaba todos los días 170 km de Alcira Gigena a Córdoba para entrenar. La arquera destacó la importancia del acompañamiento del director general de fútbol femenino en el club, Luis Galván, quien la ayudaba con su logística. Con Talleres fue campeona del Torneo Liguilla: eliminó a Belgrano en semifinales, partido en el que Mondino atajó un penal, y venció nuevamente en la tanda de penaltis a Barrio Parque, con dos paradas de Mondino, para darle a Talleres el primer título de su historia.
Tras seis años en el club, habiendo sido la primera guardameta de Las Matadoras, se marchó a Estudiantes de Río Cuarto. Posteriormente, emigró a Europa para jugar en el Deportivo Monte, de la tercera división española. Sus buenas actuaciones la llevaron a la Primera División de Portugal, donde atajó para el Gil Vicente y el Vilaverdense FC.

## Clubes
| Club                      | País      | Año             |
| ------------------------- | --------- | --------------- |
| Talleres                  | Argentina | 2012 - 2017     |
| Estudiantes de Río Cuarto | Argentina | 2018            |
| Deportivo Monte           | España    | 2019 - 2021     |
| Gil Vicente               | Portugal  | 2021 - 2024     |
| Vilaverdense FC           | Portugal  | 2024 - presente |